# Mas'ud I.
Mas'ud I., mit vollem Namen Abu ’l-Fath as-Sultānü'l-Muazzam İzzüddünya ve' d-din Mas'ud b. Kılıcarslan es-Selcūlkī (ركن الدين مسعود, türkisch I. Rükneddin Mesud; * vor 1107; † 1156), war der seldschukische Sultan von Rum. Er regierte als einziger ganze 40 Jahre lang das Sultanat von Rum.

## Leben
Als sein Vater Kilidsch Arslan I. 1107 nach der Niederlage gegen Radwan von Aleppo bei einem Unfall zu Tode kam, war der Thron jahrelang unbesetzt. Die Byzantiner nutzen die Gelegenheit, um das Sultanat weit nach Anatolien zurückzudrängen. Kilidsch Arslans ältester Sohn Malik Schah ging als Kriegsgefangener und Geisel nach Isfahan an den Hof der Großseldschuken; seine anderen Söhne wurden über Anatolien zerstreut. Wo Mas'ud die nächsten Jahre verbrachte, ist nicht bekannt. Als 1110 Malik Schah I. zurückkehrte, ernannte er sich zum neuen Sultan und ließ seine Brüder Mas'ud und Arab einsperren. Der neue Herrscher konnte die byzantinische Expansion nicht aufhalten. 
Diese Schwäche bot Mas'ud die Chance, selbst den Thron zu beanspruchen. Er verbündete sich mit den Danischmendenherrscher und seinem eigenen Schwiegervater Emir Ghazi und belagerte seinen Bruder 1116 in dessen Hauptstadt Ikonion, ließ ihn gefangen nehmen und 1117 erdrosseln. Mas'ud konnte den größten Teil des Reiches erobern, regierte aber quasi als Vasall seines Schwiegervaters. Als dieser 1134 starb, kam es bald zu Konflikten mit dessen Sohn Malik Mehmet Ghazi, welches der byzantinische Kaiser Johannes II. ausnutzen wollte, um die beiden Herrscher gegeneinander auszuspielen. Jahre später eroberte Mas'ud 1142 das Reich der Danischmenden. 1146 wehrte Mas'ud ein byzantinisches Heer vor den Toren Ikonions ab. 1147 besiegte er ein Kreuzfahrerheer des zweiten Kreuzzuges bei Dorylaion, 50 Jahre nachdem sein Vater genau an derselben Stelle eine andere Schlacht verloren hatte. Danach begannen Züge gegen den Kreuzfahrerstaat von Edessa. 1149 nahm er Joscelin II. die Stadt Maraş ab und belagerte zusammen mit seinem Schwiegersohn Nur ad-Din 1150 erfolglos Tilbeşar. Als die Grafschaft kurze Zeit später unterging verleibte sich Mas'ud I. einen Großteil ein. Seinen letzten Feldzug unternahm Mas'ud I. 1154 gegen Thoros II. von Kilikien. Auf dem Rückweg von Kilikien erkrankte Mas'ud I. und erklärte seinen Sohn und Prinzen von Elbistan Kilidsch Arslan II. zum Nachfolger. 1156 verstarb Mas'ud I. und sein Leichnam wurde in der Alâeddin-Moschee in Konya beigesetzt. Mas'ud I. hatte drei Söhne (Kilidsch Arslan II., Malik Schah und Dolat) und vier Töchter.
Unter seiner Herrschaft hatte sich der türkische Charakter Anatoliens gefestigt, so dass sich in den westlichen Quellen der Begriff Turchia für Anatolien etablierte. Seine baulichen Aktivitäten fielen trotz der langen Herrschaft bescheiden aus. In seiner Hauptstadt ließ er auf dem Alâeddin-Hügel die innere Festung mit dem Palast und die Alâeddin-Moschee bauen. Die Moschee allerdings sollte erst 1219 unter Ala ad-Din Kai Kobad I. fertig gestellt werden. Daneben ließ Mas'ud I. in Aksaray eine Moschee bauen und bei Amasya eine Siedlung errichten. Aus seiner Herrschaftszeit stammt die älteste erhaltene Münze der Rum-Seldschuken.

## Familie
Eine seiner Ehefrauen war Zubaida (gest. 1137/8), eine Tochter des Selduschuken-Sultans Berk-Yaruq (1081–1104, reg. 1094–1104).

## Quelle
- Mas'ud I. in Türkiye Diyanet Vakfı İslâm Ansiklopedisi (türkisch)